# Rönnbuskörarna
Rönnbuskörarna är öar i Finland. De ligger i Norra kvarken och i kommunen Vasa i den ekonomiska regionen  Vasa i landskapet Österbotten, i den västra delen av landet. Öarna ligger omkring 11 kilometer väster om Vasa och omkring 370 kilometer nordväst om Helsingfors.
Arean för den av öarna koordinaterna pekar på är 14,4 hektar och dess största längd är 0,8 kilometer i sydväst-nordöstlig riktning.